# Jacques Moujica

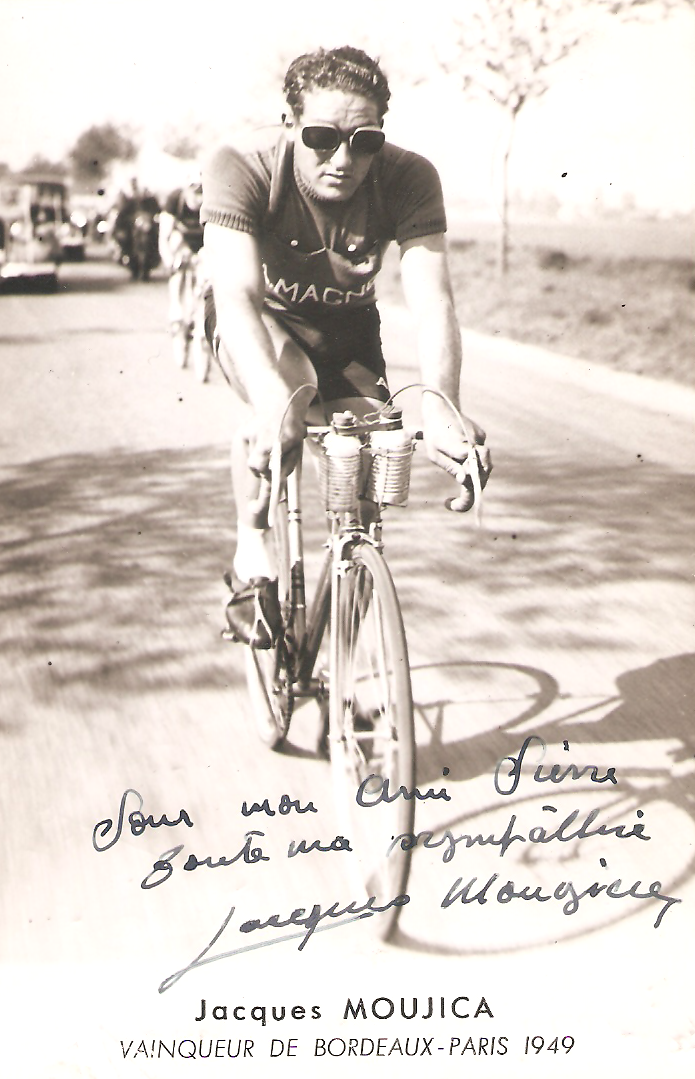
Radrennfahrer Jacques Moujica

Jacques Moujica, geboren als Jésus Mujica, (* 18. September 1926 in Urretxu, Spanien; † 13. November 1950 in Montélimar) war ein spanisch-französischer Radsportler.
Als Amateur gewann Moujica (noch als Jésus Mujica) mehrere lokale Radrennen in Frankreich. 1947 wurde Moujica Profi und konnte in der Folge zahlreiche weitere kleinere Rennen für sich entscheiden. 1949 gewann er zwei Etappen der Algerien-Rundfahrt. Sein bis dahin größter Erfolg war sein Sieg bei dem 586 Kilometer langen Eintagesrennen Bordeaux–Paris im selben Jahr. Ebenfalls 1949 belegte er jeweils den dritten Platz bei Paris–Roubaix sowie bei Paris-Brüssel. 1949 gewann er auch den Grand Prix d’Aix-en-Provence.
Im Juni 1948 erhielt Moujica die französische Staatsbürgerschaft und änderte seinen Namen von Jésus Mujica in Jacques Moujica. Am 13. November 1950 war er gemeinsam mit dem Radrennfahrer Jean Rey im Auto unterwegs. Auf der Route nationale 7 stieß ihr Wagen mit einem Lkw zusammen, und beide Männer starben.
Jährlich wird in Boulogne-sur-Gesse das Radrennen GP Jésus Mujica ausgerichtet, das von seiner Familie und Freunden organisiert wird. 2014 fand in Anwesenheit von Raymond Poulidor die 64. Austragung statt. Die erste Austragung 1946 hatte Moujica noch selbst gewonnen.